# Liste der Baudenkmäler in Stockheim (Oberfranken)
Auf dieser Seite sind die Baudenkmäler in der oberfränkischen Gemeinde Stockheim zusammengestellt. Diese Tabelle ist eine Teilliste der Liste der Baudenkmäler in Bayern. Grundlage ist die Bayerische Denkmalliste, die auf Basis des Bayerischen Denkmalschutzgesetzes vom 1. Oktober 1973 erstmals erstellt wurde und seither durch das Bayerische Landesamt für Denkmalpflege geführt wird. Die folgenden Angaben ersetzen nicht die rechtsverbindliche Auskunft der Denkmalschutzbehörde.

Diese Liste gibt den Fortschreibungsstand vom 18. Dezember 2024 wieder und enthält 43 Baudenkmäler.

## Baudenkmäler nach Gemeindeteilen

### Stockheim
| Lage                                                                          | Objekt                                                                | Beschreibung | Akten-Nr.                        | Bild                           |
| ----------------------------------------------------------------------------- | --------------------------------------------------------------------- | --- | -------------------------------- | ------------------------------ |
| Bergwerksstraße 20 (Standort)                                                 | Katholische Pfarrkirche St. Wolfgang                                  | Alter Teil Saalbau mit versetzter Eckquaderung aus Sandstein, dreiseitig geschlossener Chor, Giebelreiter, 1715; mit Ausstattung                                                                              | D-4-76-178-1 Wikidata            | weitere Bilder                 |
| Bergwerksstraße 49 (Standort)                                                 | Steinkohlebergwerk Stockheim, Tagesanlagen, Pförtner- oder Lampenhaus | Erdgeschossiger Ziegelbau mit hölzernem Dachreiter für Schichtuhr und Glocke, 1920; mit Ausstattung | D-4-76-178-39 Wikidata           | weitere Bilder                 |
| Bergwerksstraße 49 (Standort)                                                 | Steinkohlebergwerk Stockheim, Tagesanlagen, Tankstelle                | Holzdach über Schwelmer Tankanlage, um 1940, bezeichnet „1951“ | D-4-76-178-39 zugehörig Wikidata | weitere Bilder                 |
| Bergwerksstraße 49 (Standort)                                                 | Steinkohlebergwerk Stockheim, Tagesanlagen, Rentei                    | Wohn- und Verwaltungsgebäude, zweigeschossiger Satteldachbau mit Mittelrisalit, Bruchstein, verputzt, 1847; mit Ausstattung                                                                                   | D-4-76-178-39 zugehörig Wikidata | weitere Bilder                 |
| Kronacher Straße 37 (Standort)                                                | Sogenannte Sigwärtshäuser                                             | Gruppe verschieferter, villenartiger Wohnhäuser, ehemals zu einer Glasfabrik gehörig Zweigeschossiger Satteldachbau mit einachsigem Mittelrisalit und zwei Gartenpavillons im Schweizerhausstil; um 1890/1900 | D-4-76-178-2 Wikidata            | Sogenannte Sigwärtshäuser      |
| Kronacher Straße 39 (Standort)                                                | Sogenannte Sigwärtshäuser                                             | Gruppe verschieferter, villenartiger Wohnhäuser, ehemals zu einer Glasfabrik gehörig Zweigeschossiger Satteldachbau mit zweiachsigem Mittelrisalit; um 1890/1900                                              | D-4-76-178-2 zugehörig Wikidata  | Sogenannte Sigwärtshäuser      |
| Kronacher Straße 41 (Standort)                                                | Sogenannte Sigwärtshäuser                                             | Gruppe verschieferter, villenartiger Wohnhäuser, ehemals zu einer Glasfabrik gehörig Zweigeschossiger Satteldachbau mit Zwerchhaus; um 1890/1900                                                              | D-4-76-178-2 zugehörig Wikidata  | Sogenannte Sigwärtshäuser      |
| Schloßgasse 2 (Standort)                                                      | Ehemaliges Forsthaus                                                  | Zweigeschossiger Walmdachbau mit erdgeschossigem Anbau, Sandsteinquader, 1831 | D-4-76-178-3 Wikidata            | Ehemaliges Forsthaus           |
| Schloßgasse 5 (Standort)                                                      | Reste des ehemaligen Schlosses                                        | Gewölbekeller und aufgehendes Mauerwerk, spätmittelalterlich und frühes 17. Jahrhundert, um 1960 in zweigeschossiges Mehrfamilienwohnhaus integriert                                                          | D-4-76-178-4 Wikidata            | Reste des ehemaligen Schlosses |
| Bahnstrecke Hochstadt-Marktzeuln–Probstzella, Bahnkilometer 23,144 (Standort) | Wasserdurchlass                                                       | Etwa 12 m langer, gemauerter Gewölbebogen, wohl um 1863 | D-4-76-178-46 Wikidata           | Wasserdurchlass                |
| Bahnstrecke Hochstadt-Marktzeuln–Probstzella, Bahnkilometer 23,319 (Standort) | Fußgängerunterführung                                                 | Etwa 20 m langer, aus Sandsteinquadern gemauerter Tunnel mit geradem Abschluss (Walzträger-in-Beton) und betonten Ecken, 1905                                                                                 | D-4-76-178-47 Wikidata           | Fußgängerunterführung          |
| An der Grenze nach Thüringen ()                                               | 35 Grenzsteine                                                        | Sandstein, mit sächsischem Wappen und Wappen der Herren von Mengersdorf, 1617 | D-4-76-178-5 Wikidata            | 35 Grenzsteine                 |
| Entlang der Grenze nach Thüringen ()                                          | Grenzsteine                                                           | Mit Wappen, 1615 | D-4-76-178-33 Wikidata           |                                |

### Burggrub
| Lage                                                 | Objekt                                             | Beschreibung | Akten-Nr.              | Bild                                  |
| ---------------------------------------------------- | -------------------------------------------------- | --- | ---------------------- | ------------------------------------- |
| Kirchenring 3 (Standort)                             | Evangelisch-lutherische Pfarrkirche St. Laurentius | Ehemals St. Maria, ehemalige Chorturmkirche, im Kern erste Hälfte 13. Jahrhundert, Erweiterungen des Spätmittelalters, Turm- und Langhauserhöhung 18. Jahrhundert, 1927 Verlängerung; mit Ausstattung Kirchhofbefestigung, 1323–1327 Kirchbergtreppe, gusseiserne Neurenaissance-Pfosten mit Eisengeländer, bezeichnet „1872“ | D-4-76-178-6 Wikidata  | weitere Bilder                        |
| Mitwitzer Straße 2 (Standort)                        | Evangelisch-lutherisches Pfarrhaus                 | Zweigeschossiger Walmdachbau mit geohrten Fensterrahmungen, neubarock, bezeichnet „1915“ Gartenpavillon | D-4-76-178-42 Wikidata | Evangelisch-lutherisches Pfarrhaus    |
| Mitwitzer Straße 2 (Standort)                        | Felsenkeller                                       | Mehrstolliger Brauereikeller und Einzelkeller, erste Hälfte 19. Jahrhundert | D-4-76-178-40 Wikidata | Felsenkeller                          |
| Sonneberger Straße 10 (Standort)                     | Gasthaus zum Goldenen Adler                        | Zweigeschossiger, giebelständiger Mansarddachbau mit Halbwalmen, erste Hälfte 19. Jahrhundert | D-4-76-178-7 Wikidata  | Gasthaus zum Goldenen Adler           |
| Sonneberger Straße 18 (Standort)                     | Gemeindekanzlei                                    | Zweigeschossiger, giebelständiger Satteldachbau mit verschiefertem Giebel und profilierten Rahmen, Erdgeschoss Sandsteinquader, Obergeschoss verputzt, 18. Jahrhundert | D-4-76-178-8 Wikidata  | Gemeindekanzlei                       |
| Sonneberger Straße 23 (Standort)                     | Wohnstallhaus                                      | Zweigeschossiger Satteldachbau, Obergeschoss und Giebel verschiefert, um 1800, Erdgeschoss verändert | D-4-76-178-9 Wikidata  | Wohnstallhaus                         |
| Am Hohen Weg nach Haig, 750 m vor dem Ort (Standort) | Kreuzstein, sogenannter Schwedenstein              | Sandstein, wohl 17. Jahrhundert Beim sogenannten Schwedenstein handelt es sich um den einzigen verbliebenen Kreuzstein im Landkreis Kronach. Er wird in einem Dokument aus dem Jahr 1569 erwähnt, das die Westgrenzen der Gebiete des Hochstifts Bamberg im Raum Kronach beschreibt. Die Erzählung, wonach der Schwedenstein das Grab dreier schwedischer Offiziere markieren soll, entspricht wohl nicht den Tatsachen, da beim Versetzen des Steins für einen vor 1974 erfolgten Neubau der benachbarten Straße keine Gebeine gefunden wurden.:9–10 | D-4-76-178-10 Wikidata | Kreuzstein, sogenannter Schwedenstein |
| An der Grenze nach Thüringen (Standort)              | Grenzstein                                         | Mit sächsischem Wappen, 1734 Der Landesgrenzstein Nr. 205 zeigt an der nach Thüringen weisenden Seite erhaben das Wappen des Herzogtums Sachsen, darüber die Buchstaben „S C I C“ (= Sachsen Coburg Jagd Cent) und darunter die Zahl „1734“, das Jahr der Steinsetzung. Die nach Bayern weisende Seite ist mit den Buchstaben „V W I C“ (= Von Würtzburg Jagd Cent) bezeichnet. An der von bayerischer Seite aus gesehen rechten Schmalseite des Grenzsteins ist die in jüngerer Zeit angebrachte Steinzahl „205“ eingemeißelt. Eine Linie auf der Oberseite des Grenzsteins zeigt den tatsächlichen Grenzverlauf an. Eine 1984 im Rahmen einer Restaurierung angefertigte Kopie des Grenzsteins ist auf der Burg Lauenstein im gleichnamigen Gemeindeteil der Stadt Ludwigsstadt ausgestellt. | D-4-76-178-11 Wikidata | weitere Bilder                        |

### Haig
| Lage                                        | Objekt                            | Beschreibung | Akten-Nr.              | Bild           |
| ------------------------------------------- | --------------------------------- | --- | ---------------------- | -------------- |
| St.-Anna-Straße 11 (Standort)               | Katholische Filialkirche St. Anna | Massiver, verputzter Saalbau mit steilem Satteldach, spitzbehelmtem Seitenturm und Sakristeianbau, Innenraum mit Parabeltonnengewölbe, von Fritz Mayer, 1928/1929; mit Ausstattung                                                                                                   | D-4-76-178-12 Wikidata | weitere Bilder |
| Von-Cramer-Klett-Straße 4 (Standort)        | Schloss                           | Zweigeschossiger Sandsteinquaderbau mit Walmdach und Werksteingliederung, von Johann Jakob Michael Küchel, 1731 | D-4-76-178-13 Wikidata | Schloss        |
| An der alten Straße nach Haßlach (Standort) | Wegkapelle                        | Mit Pyramidendach, 18./19. Jahrhundert Der Stifter der Kapelle hatte einen Gerichtsprozess mit hohem Streitwert um ein Grundstück geführt und hätte bei einer Niederlage Haus und Hof verloren. Für den erfolgreichen Ausgang des Prozesses gelobte er den Bau dieser Kapelle.:62–63 | D-4-76-178-14 Wikidata | Wegkapelle     |

### Haßlach bei Kronach
| Lage                                           | Objekt                 | Beschreibung                                                                                           | Akten-Nr.              | Bild           |
| ---------------------------------------------- | ---------------------- | --- | ---------------------- | -------------- |
| Am Mühlbach 13 (Standort)                      | Ehemalige Schlossmühle | Zweigeschossiger Walmdachbau mit Sandsteinerdgeschoss, bezeichnet „1773“                               | D-4-76-178-15 Wikidata | weitere Bilder |
| Südlich der Brücke über die Haßlach (Standort) | Bildstock              | Sandstein, verjüngter Pfeiler und vierseitiger Aufsatz mit Bildnischen, Bogenabschluss und Kugel, 1731 | D-4-76-178-18 Wikidata | Bildstock      |

### Neukenroth
| Lage                                                          | Objekt                                | Beschreibung | Akten-Nr.                        | Bild                    |
| ------------------------------------------------------------- | ------------------------------------- | --- | -------------------------------- | ----------------------- |
| Grössauer Straße 5 (Standort)                                 | Ehemalige Mühle                       | Zweigeschossiger Walmdachbau mit Sandsteingliederung, verputzt, bezeichnet „1826“ Stallgebäude, Sandsteinquader | D-4-76-178-19 Wikidata           | weitere Bilder          |
| Ludwigsstädter Straße 23, Ludwigsstädter Straße 25 (Standort) | Nebengebäude                          | Obergeschoss Fachwerk mit Ziegelausfachung und verschalt, Walmdach, zweites Viertel 19. Jahrhundert | D-4-76-178-20 Wikidata           | weitere Bilder          |
| Ludwigsstädter Straße 26a (Standort)                          | Wegkapelle                            | Sandsteinquaderbau, Satteldach mit aufgekröpftem Giebel und Kreuz, neugotisch, Ende 19. Jahrhundert, 1981 versetzt Steinerne Votivtafel, 1710 Die sogenannte Weißerth-Kapelle stand ursprünglich rund 50 m weiter südlich und musste 1974 für den Ausbau der Bundesstraße 85 abgebaut werden. Dabei wurde hinter dem Holzaltar ein eingemauerter Votivstein aus dem Jahr 1710 entdeckt. Der von einem breiten Rahmen umgebene Bildteil wird von einem Rundbogen geschlossen und von einer horizontalen Wolkenbank in zwei Hälften geteilt. Im oberen Teil ist die Krönung Mariens durch die Trinität dargestellt, im unteren Teil befinden sich zwei Reliefs: Auf der linken Seite ist eine Pietà zu sehen und auf der rechten ein krank darniederliegender Mensch in einem Himmelbett. Wahrscheinlich handelt es sich dabei um den Stifter der Tafel oder einen seiner Familienangehörigen. Über dem Bildteil befindet sich die Inschrift „HOCHGELOP . SEITIE . HEILIGE . TREI/VALTIGKEIT“, darunter der Name des Stifters und das Stiftungsjahr: „CONRATUS . PORXELT . WIERTH 1710“. Die Kapelle wurde 1981 an ihrem heutigen Standort neu errichtet.:96–97         | D-4-76-178-43 Wikidata           | Wegkapelle              |
| Ludwigsstädter Straße 43 (Standort)                           | Wohnstallhaus                         | Zweigeschossiger, giebelständiger Satteldachbau, Fachwerk, im Kern 18. Jahrhundert, dekorativ bemalte Verschieferung 19. Jahrhundert | D-4-76-178-21 Wikidata           | weitere Bilder          |
| Ludwigsstädter Straße 49 (Standort)                           | Wohnstallhaus                         | Zweigeschossiger, giebelständiger Satteldachbau, bezeichnet „1816“, Erdgeschoss durch Ladeneinbau verändert, modern verkleidet | D-4-76-178-22 Wikidata           | Wohnstallhaus           |
| Ludwigsstädter Straße 51 (Standort)                           | Pfarrhaus                             | Zweigeschossiger, verputzter Mansardwalmdachbau mit Sandsteingliederung, von Lorenz Schumm und Lorenz Wagenholz, 1785/1786 | D-4-76-178-23 Wikidata           | Pfarrhaus               |
| Ludwigsstädter Straße 53 (Standort)                           | Katholische Pfarrkirche St. Katharina | Saalbau mit Walmdach und eingezogenem, mit Streben besetztem Chor, im Kern 15. Jahrhundert, viergeschossiger, spitzbehelmter Chorseitenturm 16./17. Jahrhundert, Umbauten 18. Jahrhundert, durchgreifende neugotische Umgestaltung 1898–1903; mit Ausstattung Friedhofsmauer, Sandstein, wohl frühes 19. Jahrhundert | D-4-76-178-24 Wikidata           | weitere Bilder          |
| Ludwigsstädter Straße 53, auf dem Friedhof (Standort)         | Leichenhaus                           | Sandsteinquaderbau mit Portikus, Walmdach und Dachreiter, um 1900 Das Leichenhaus wurde aus den Sandsteinquadern des ehemaligen Schulhauses von Neukenroth errichtet, das bei einem Großbrand am 3. Dezember 1906 zerstört worden war. Ursache des Feuers war die Brandstiftung zweier junger Männer, denen zuvor der kostenlose Zugang zum Dorftheater verwehrt worden war. Bei dem Brand wurden das Schulgebäude, das Theaterhaus und sieben Scheunen und deren Nebengebäude zerstört. Die beiden Männer wurden später zu mehrjährigen Haftstrafen verurteilt. | D-4-76-178-24 zugehörig Wikidata | Leichenhaus             |
| Ludwigsstädter Straße 53, auf dem Friedhof (Standort)         | Kreuzschlepper                        | Sandstein, 1789 | D-4-76-178-24 zugehörig Wikidata | Kreuzschlepper          |
| Ludwigsstädter Straße 61 (Standort)                           | Wohnhaus                              | Satteldachbau mit verschiefertem Fachwerkobergeschoss und übergiebeltem Mittelrisalit, neuklassizistisch, um 1900 | D-4-76-178-25 Wikidata           | weitere Bilder          |
| Ludwigsstädter Straße 61 (Standort)                           | Nebengebäude                          | Giebelständiger Satteldachbau mit Fachwerkobergeschoss, Giebelseite mit dekorativ bemalter Verschieferung, 1823 | D-4-76-178-25 zugehörig Wikidata | weitere Bilder          |
| Ludwigsstädter Straße 65 (Standort)                           | Ehemaliges Wohnstallhaus              | Eingeschossiger, giebelständiger Blockbau mit Satteldach mit Zwerchhaus, 18. Jahrhundert, dekorativ bemalte Verschieferung 19. Jahrhundert | D-4-76-178-26 Wikidata           | weitere Bilder          |
| Ludwigsstädter Straße 75 (Standort)                           | Ehemaliges Austragshaus               | Zweigeschossiger, giebelständiger Satteldachbau, Erdgeschoss Sandsteinquader, Obergeschoss verschiefert, Mitte 19. Jahrhundert | D-4-76-178-41 Wikidata           | Ehemaliges Austragshaus |
| Nähe Ludwigsstädter Straße (Standort)                         | Bildstock                             | Sandstein, verjüngter, ionischer Pfeiler und vierseitiger Aufsatz mit Bildfeldern, Bogengiebeln und Eisenkreuz, bezeichnet „1718“ Der konkav-konvexe Sockel dieses Bildstocks trägt einen vierseitigen, unterteilten Pfeilerschaft, der mit reliefiertem Rankenwerk verziert ist. Im unteren Feld ist an der Stirnseite die Inschrift „HANS LIEW GRAẞ 1718“ eingemeißelt. Auf dem Schaft, der mit angedeuteten Voluten endet, ruht der von eingezogenen Rundbogen geschlossene vierseitige Aufsatz. Das Relief an der Stirnseite zeigt die Krönung Mariens, darüber im Rundbogen die Inschrift „SANCTA TRINITAS UNUS DEUS“ und darunter „MISERERE NOBIS“. Die drei anderen Reliefs zeigen die Vierzehn Nothelfer mit dem Jesuskind, eine Kreuzigungsgruppe und eine im Landkreis Kronach seltene Darstellung der Flucht nach Ägypten. Als Bekrönung trägt der Aufsatz ein verziertes Eisenkreuz. Das Flurdenkmal stand ursprünglich vor dem Gebäude Ludwigsstädter Straße 69 an der Westseite der Straße. Es wurde im Frühjahr 1974 wegen des bevorstehenden Ausbaus der Bundesstraße 85 abgebaut und bis zum Wiederaufbau an der Ostseite der Straße eingelagert.:69 | D-4-76-178-44 Wikidata           | weitere Bilder          |
| Rosenau 1 (Standort)                                          | Wohnstallhaus                         | Eingeschossiger, giebelständiger Blockbau mit Mansarddach und Zwerchhaus, verschiefert, um 1820/1830 | D-4-76-178-28 Wikidata           | Wohnstallhaus           |
| Rosenau 6 (Standort)                                          | Wohnstallhaus                         | Eingeschossiger Satteldachbau, im Kern 18. Jahrhundert, Wohnteil verschieferter Blockbau | D-4-76-178-29 Wikidata           | Wohnstallhaus           |
| Schwedenstraße 13 (Standort)                                  | Wohnstallhaus                         | Eingeschossiger, giebelständiger Blockbau mit Mansarddach, verschiefert, 1826 | D-4-76-178-30 Wikidata           | Wohnstallhaus           |

### Reitsch
| Lage                                                      | Objekt      | Beschreibung | Akten-Nr.              | Bild           |
| --------------------------------------------------------- | ----------- | --- | ---------------------- | -------------- |
| Dorfstraße 1, an der Schule (Standort)                    | Gedenksäule | Sandstein, verjüngte, ionische Säule und Steinkreuz, frühes 18. Jahrhundert Dieser Bildstock ruht auf einem konkav-konvex geformten Sockel. Der glatte Säulenschaft darauf wird von einer quadratischen Platte getragen und endet mit einem ionischen Kapitell. Der Aufsatz des Flurdenkmals ist abgegangen; er wurde um das Jahr 1950 durch ein steinernes lateinisches Kreuz ersetzt.:82 | D-4-76-178-31 Wikidata | weitere Bilder |
| An der Straße nach Glosberg, 200 m vor dem Ort (Standort) | Bildstock   | Sockel und Aufsatz mit Bildnischen, seitlichen Kartuschen und Bogenabschluss, Sandstein, frühes 18. Jahrhundert Der Bildstock steht auf einem konkav-konvex geformten Sockel, der Aufsatz wird von einem Rundbogen geschlossen. Voluten flankieren das Relief der Krönung Mariens an der Stirnseite, in einem kleinen Feld unterhalb des Reliefs befinden sich die Reste der verwitterten Inschrift „… 1707“. Die Rückseite des Aufsatzes ist leer. Der originale glatte Säulenschaft mit seinem ionischen Kapitell wurde vor 1974 bei einem Sturz zerstört.:81–82 Im Jahr 1994 wurden Sockel und Aufsatz mit einem neu angefertigten Pfeilerschaft wieder zu einem vollständigen Bildstock ergänzt. | D-4-76-178-32 Wikidata | weitere Bilder |

### Wolfersdorf
| Lage                                     | Objekt        | Beschreibung | Akten-Nr.              | Bild          |
| ---------------------------------------- | ------------- | --- | ---------------------- | ------------- |
| Alte Heerstraße 21, im Garten (Standort) | Bildstock     | Sandstein, verjüngter Pfeiler und vierseitiger Aufsatz mit Bildnischen, Bogengiebeln und Steinkugel, 18. Jahrhundert Dieses Flurdenkmal steht auf einem konkav-konvex profilierten Sockel, der den unterteilten und an allen Seiten mit Bandelwerk verzierten Pfeilerschaft trägt. Der auf dem Pfeilerschaft ruhende Aufsatz wird von eingezogenen Rundbogen geschlossen und ist an der Basis und an den Rundbogen verziert; als Bekrönung dient eine Steinkugel. Die Reliefs an den vier Seiten werden von Eckvorlagen getrennt und zeigen die Krönung Mariens an der Westseite, den heiligen Georg an der Nordseite, den heiligen Petrus an der Ostseite und die Glosberger Muttergottes an der Südseite.:111–112 Eine Marienstatue in dem nördlich der Kreisstadt Kronach gelegenen Wallfahrtsort soll 1727 mehrmals blutige Tränen geweint haben, weshalb dieses Motiv auf zahlreichen Bildstöcken im Frankenwald zu finden ist. | D-4-76-178-38 Wikidata | Bildstock     |
| Gartenstraße 1 (Standort)                | Wohnstallhaus | Zweigeschossiger Blockbau mit seitlichen Obergeschossgalerien und Satteldach, 17./18. Jahrhundert | D-4-76-178-34 Wikidata | Wohnstallhaus |
| Gartenstraße 10 (Standort)               | Bildstock     | Sandstein, ionischer Pfeiler und vierseitiger Aufsatz mit Bildnischen, Bogengiebeln und dreifachem Eisenkreuz, bezeichnet „1718“ Der Sockel dieses Bildstocks ist konkav-konvex geformt; er trägt einen unterteilten und gefelderten Pfeilerschaft mit ionischem Kapitell. An der Ostseite sind im unteren Feld des Pfeilers schemenhaft die Buchstaben „MH LH AH“ zu erkennen und unterhalb des Kapitells die Jahreszahl „1718“. Der Aufsatz schließt mit eingezogenen Rundbogen, die mit Blattfries verziert sind. Die Reliefs zeigen gegen Osten die Krönung Mariens, gegen Süden den heiligen Georg und gegen Norden eine dreiköpfige Stifterfamilie mit einem Wickelkind. Als Bekrönung für den Aufsatz dient ein schmiedeeisernes Kreuz mit drei Querhölzern.:111 | D-4-76-178-36 Wikidata | Bildstock     |
| Wolfersdorf 1, im Vorgarten (Standort)   | Bildstock     | Sandstein, Säule, 18. Jahrhundert Der konkav-konvexe Sockel dieses Bildstocks trägt an der Südseite die bereits teilweise verwitterte Inschrift „Zur Ehre Gottes hat hanns Görg Bapt Müller und …“. Auf dem Sockel erhebt sich ein unterteilter Säulenschaft, der vollständig mit Bandelwerk dekoriert ist und mit einem korinthisierenden Kapitell endet. Die vier Seiten des Kapitells sind mit Reliefs verziert, die durch Eckvorlagen in Form von Engelsköpfen voneinander getrennt sind. Die Reliefs zeigen den Heiligen Johannes Nepomuk, die heilige Barbara, Maria Immaculata und die heilige Anna, die Maria lehrt. Auf dem Kapitell ruht der von eingezogenen Rundbogen geschlossene Aufsatz, der als Bekrönung eine Steinkugel mit einem Relief der Heiligen Familie trägt. Die Basis und die Rundbogen des Aufsatzes sind mit Friesen verziert. Eckvorlagen in der Form von Voluten trennen die vier Felder voneinander, die als Reliefs die Krönung Mariens, die Heilige Familie, den heiligen Georg und die Glosberger Muttergottes zeigen. Der Bildstock stand ursprünglich etwa 100 Meter nördlich des Ortes an einem ehemaligen Fußweg nach Stockheim in der Nähe der Haßlach, wo er 1973 bei einem Sturz beschädigt wurde.:110–111 | D-4-76-178-37 Wikidata | Bildstock     |
| Wolfersdorf 15 (Standort)                | Wohnstallhaus | Eingeschossiger Satteldachbau, 18. Jahrhundert, Giebel modern verkleidet | D-4-76-178-35 Wikidata | Wohnstallhaus |

## Abgegangene Baudenkmäler
In diesem Abschnitt sind Objekte aufgeführt, die früher einmal in der Denkmalliste eingetragen waren, jetzt aber nicht mehr existieren, z. B. weil sie abgebrochen wurden. Aktennummern in diesem Abschnitt sind ehemalige, jetzt nicht mehr gültige Aktennummern.
| Lage                                               | Objekt             | Beschreibung | Akten-Nr.              | Bild |
| -------------------------------------------------- | ------------------ | --- | ---------------------- | ---- |
| Haßlach bei Kronach Orlamünder Straße 1 (Standort) | Sandsteinquaderbau | 1863 Auf dem Halbwalmdach des 1834 erbauten, zweigeschossigen Sandsteinquaderbaus befand sich ein Türmchen mit einer Glocke, die bis 1957 dreimal täglich geläutet wurde und zum Gebet aufrief. Danach befand sich die Gebetsglocke zeitweise im Turm des Feuerwehrhauses, bevor sie 1978 im Eingangsbereich der neuerbauten Kirche St. Johannes der Täufer aufgestellt wurde. Das unmittelbar neben dem Kreuzungsbereich der Bundesstraßen 85 und 89 stehende Gebäude Orlamünder Straße 1 wurde im Februar 2019 abgebrochen, um Raum für eine Neugestaltung der Straßenkreuzung zu schaffen. |                        | BW   |
| Haßlach bei Kronach Orlamünder Straße 6 (Standort) | Frackdachhaus      | 1836 |                        | BW   |
| Neukenroth Ludwigsstädter Straße 67 (Standort)     | Wohnstallhaus      | Erdgeschossiger Blockbau, Wohnteil verschiefert, 18. Jahrhundert Gebäude wurde im Jahr 2007 abgebrochen | D-4-76-178-27 Wikidata | BW   |